# Ијан Стјуарт (музичар)
Ијан Ендру Роберт Стјуарт (енгл. Ian Andrew Robert Stewart; Петенвим, Шкотска, 18. јул 1938 — Лондон, Енглеска, 12. децембар 1985) је био шкотски клавијатуриста. Био је један од оснивача чувене енглеске рок групе Ролингстонси, али, на захтев менаџера Ендруа Олдмана, из маркетиншких разлога, није признат за пуноправног члана. Међутим, Стјуарт је све до своје смрти 1985. године у 48. години живота (17 година после смрти Брајана Џоунса) често свирао са Стонсима, као члан пратеће поставе, и популарно је називан „шестим Стонсом“.